# Xiamen Air
厦门航空 Xiàmén Hángkōng
Xiamen Air, anciennement connue sous le nom de Xiamen Airlines, est une compagnie aérienne chinoise, basée à Xiamen dans la province du Fujian, en face de Taïwan.
Code AITA MF.
Son nom en chinois s'écrit 厦门航空.
C'est une filiale à 51 % de China Southern Airlines.

## Histoire
Depuis le 21 novembre 2012, elle fait désormais partie de l'alliance SkyTeam.
Depuis l'été 2015, elle propose un vol à destination d'Amsterdam.

## Flotte
En février 2025, la flotte de Xiamen Air, d'un âge moyen de 6 ans, comportait les appareils suivants :

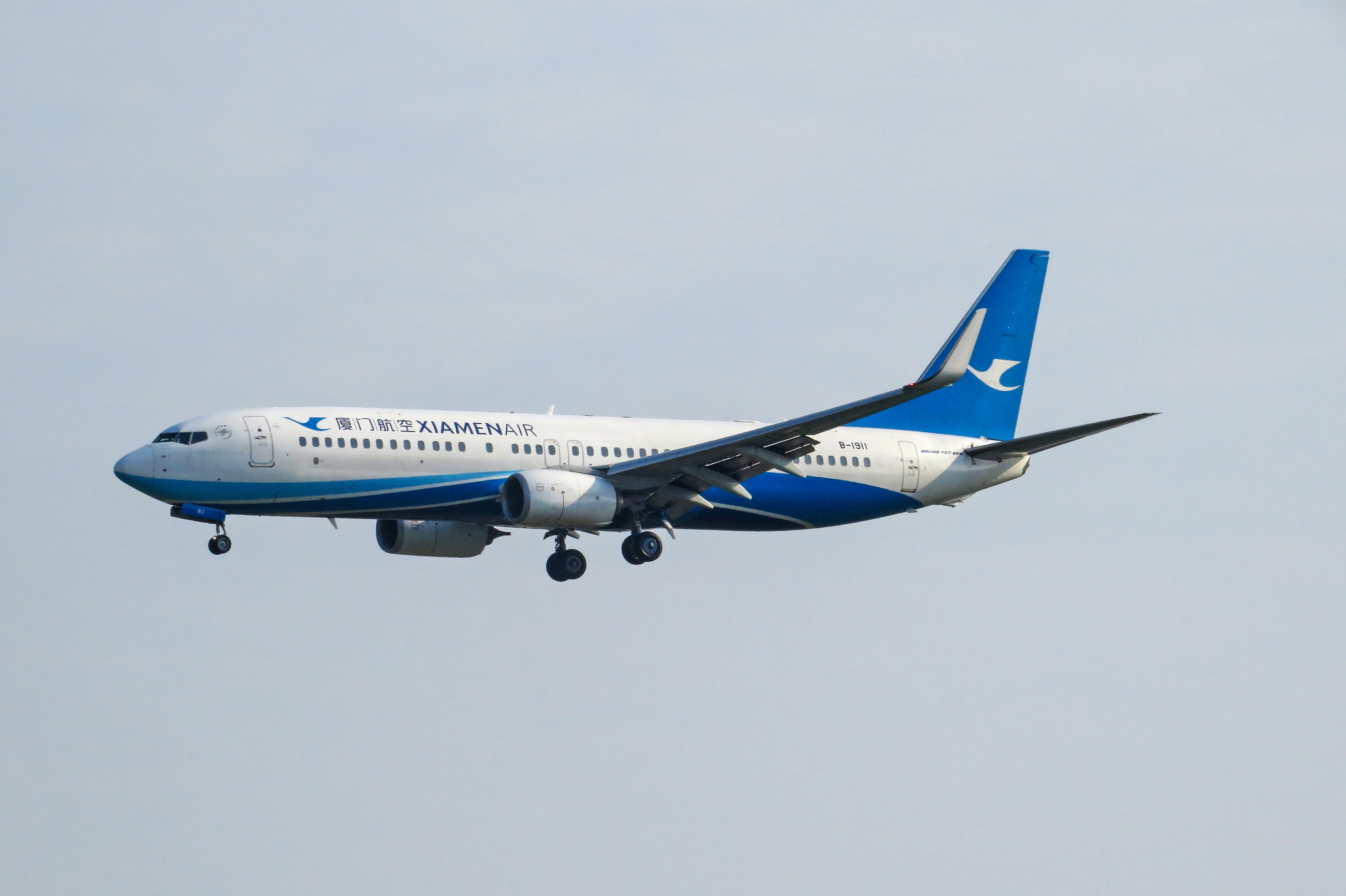
Boeing 737-800
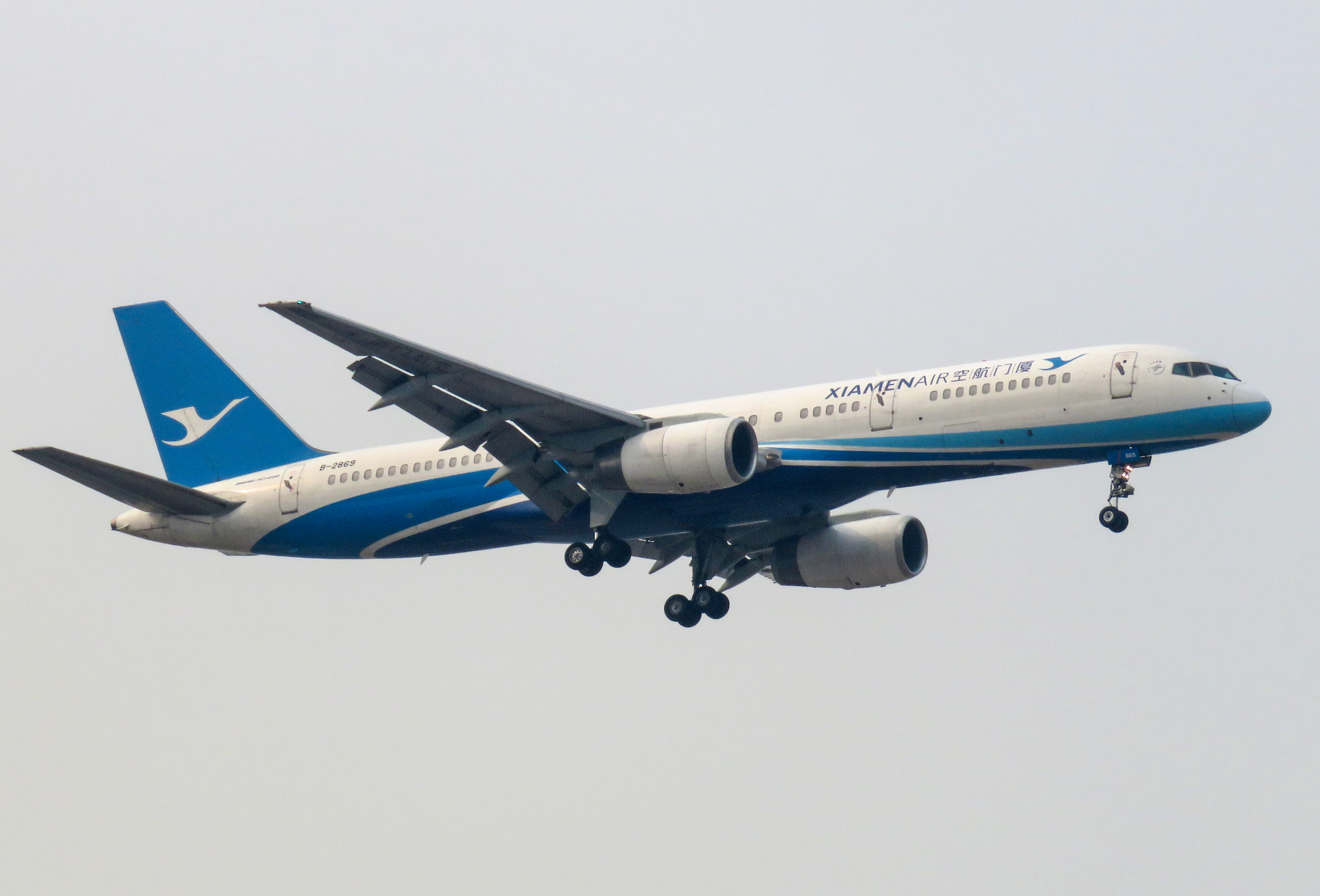
Boeing 757-200
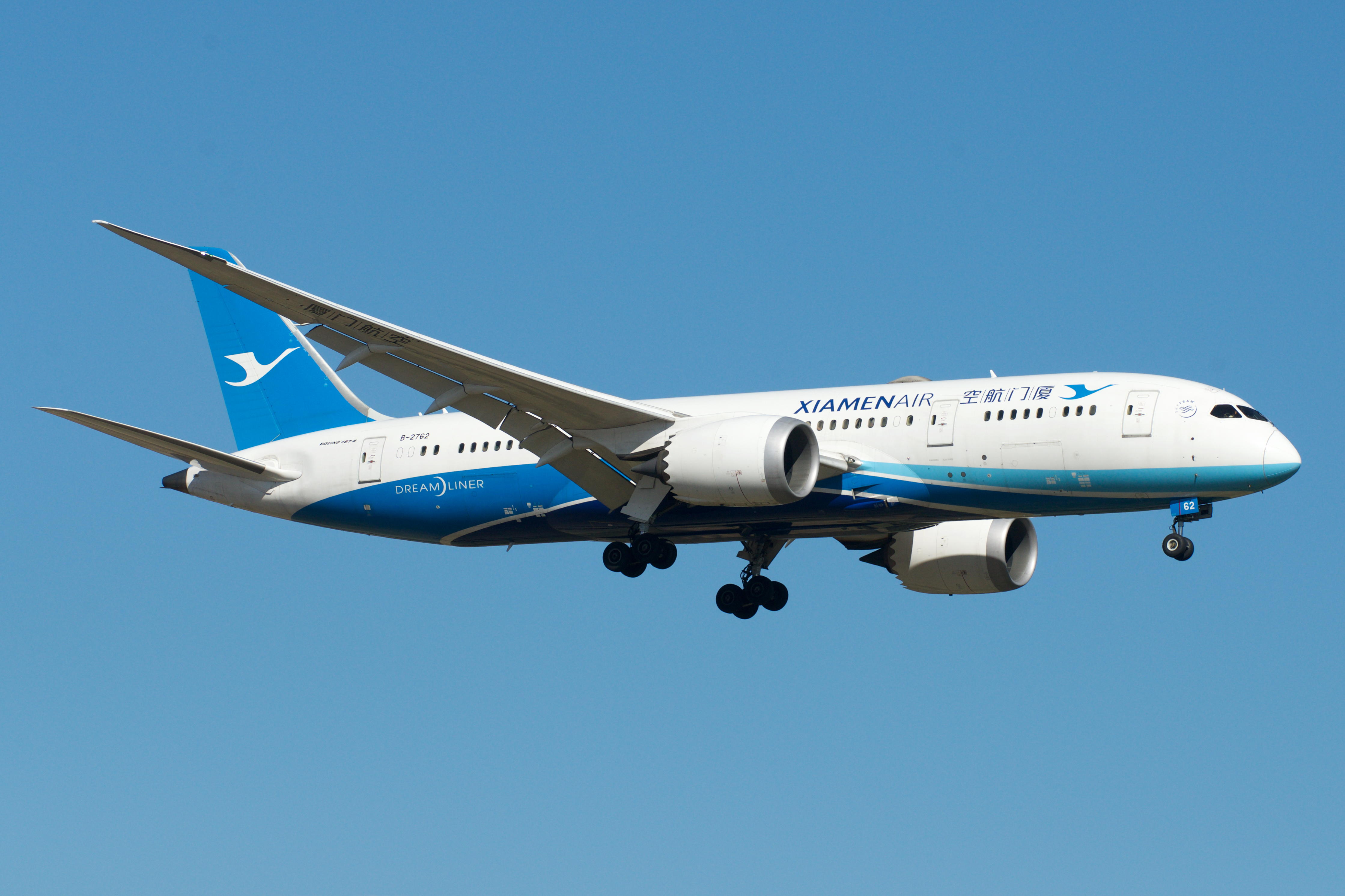
Boeing 787-8

| Type              | Nombre d'appareils | En commande  | Passagers    | Passagers    | Passagers    | Passagers    | Notes |
| ----------------- | ------------------ | ------------ | ------------ | ------------ | ------------ | ------------ | ----- |
| Type              | Nombre d'appareils | En commande  | F            | J            | Y            | Total        | Notes |
| A321neo           | 2                  | à déterminer | à déterminer | à déterminer | à déterminer | à déterminer |       |
| Boeing 737-700    | 7                  | –            | –            | 8            | 120          | 128          |       |
| Boeing 737-800    | 138                | 3            | – –          | 8 8          | 154 162      | 162 170      |       |
| Boeing 737 Max 8  | 13                 | 7            | À déterminer | À déterminer | À déterminer | À déterminer |       |
| Boeing 737 Max 10 | -                  | 10           | À déterminer | À déterminer | À déterminer | À déterminer |       |
| Boeing 787-8      | 6                  | –            | 4            | 18           | 215          | 237          |       |
| Boeing 787-9      | 6                  | –            | À déterminer | À déterminer | À déterminer | À déterminer |       |
| Total             | 171                | 20           |              |              |              |              |       |